# Gare de Rosoux - Goyer
La gare de Rosoux - Goyer (en flamand station Jeuk-Rosoux) est une gare ferroviaire belge, fermée et détruite, de la ligne 36, de Bruxelles-Nord à Liège-Guillemins. Elle est située à Rosoux-Gare sur territoire de la commune wallonne de Rosoux-Crenwick, à proximité immédiate de la limite territoriale avec la commune flamande de Goyer.
Mise en service en 1838, elle est fermée en 1984.

## Situation ferroviaire
Établie à 116 mètres d'altitude, la gare de Rosoux - Goyer était située au point kilométrique (PK) 69,00 de la ligne 36, de Bruxelles-Nord à Liège-Guillemins, entre les gares ouvertes de Landen et Waremme. Autrefois s'intercalaient les gares de Gingelom et Corswarem (fermées en 1984).

## Histoire
La halte de Rosoux est ouverte au service du fret le 2 avril 1838, date de mise en service de la section de Tirlemont à Ans. Pour le service des voyageurs, il faut attendre le 18 mars 1848. Elle accède finalement au statut de gare et un bâtiment des recettes sort de terre en 1860. Un abri de quai en briques et en fer occupe le quai opposé.
Elle est située entre le village flamand de Goyer et le village wallon de Rosoux-Crenwick, presque à la frontière linguistique, mais entièrement en région flamande,. Dans les environs de la gare, s'est créé durant la première moitié du XXe siècle le hameau, de Rosoux-Gare, également connu sous les noms de Goyer-Gare, Roost-Station ou Jeuk-Station.
Le 3 juin 1984, la gare a été fermée au transport de passagers, simultanément avec de nombreux arrêts entre Louvain et Waremme.

## Patrimoine ferroviaire
Les installations de la gare ont disparu. Elles comprenaient un bâtiment des recettes du plan type standard des Chemins de fer de l’État belge en vigueur à l'époque (gares à pignons à redents). Celui de Rosoux - Goyer, tout comme à Gingelom et Ezemaal comportaient quatre travées et étaient encadrées par deux ailes basses.
Une passerelle avait été bâtie pour la traversée des voyageurs. Celle d'origine, au tablier métallique, a été remplacée avant la fermeture de la gare par une passerelle en béton, toujours utilisée par les piétons.